# Позначений для вбивства
Позначений для вбивства (англ. Marked for Murder) — американський бойовик 1993 року.

## Сюжет
Злочинець Мейс Мотрон випущений з в'язниці на свободу, щоб взяти участь у проекті, де засуджені мають допомагати поліції в їх роботі. Мейс Мотрон не звик грати за правилами, і він розчарований тим що вся поліція корумпована. Коли він вживає заходів проти місцевих наркобаронів, конфлікт стає особистим. І допомагати йому вже ніхто не збирається.

## У ролях
- Пауерс Бут — Мейс «Сендман» Мотрон
- Лаура Джонсон — доктор Жин Хортон
- Майкл Айронсайд — Бетс О'Бенйон
- Джей Аковоне — Мінеллі
- Лу Лібераторе — Джої Койл
- Гері Вернтц — Лінч
- Біллі Ді Вільямс — капітан Джек Райлі
- Річард Гроув — МакКлоскі
- Шон О'Брайан
- Баджа Джола
- Стоджи Кеньятта
- Майкл Шамус Вайлз
- Том Дальгрен
- Білл Хендерсон
- Геммі Сінгер — Аніта Джеймс
- Роберт З'Дар — засуджений байкер
- Патрік Каллітон — доктор Спенс
- Вільям Фейр — Філіп Старквезер
- Деріл Роач — Бернард Пауелл
- Джек Блек — викрадач
- Роберт Мартін Стейнберг — Ларрі Такер
- Девід Бертон — чоловік хеві-метал
- Джуліан Бремс — жінка хеві-метал
- Док Дуейм — злочинець
- Томмі Медден — Френк Бенлоу
- Роберт Апіса — Джирадо